# Grote getijden van Anna van Bretagne

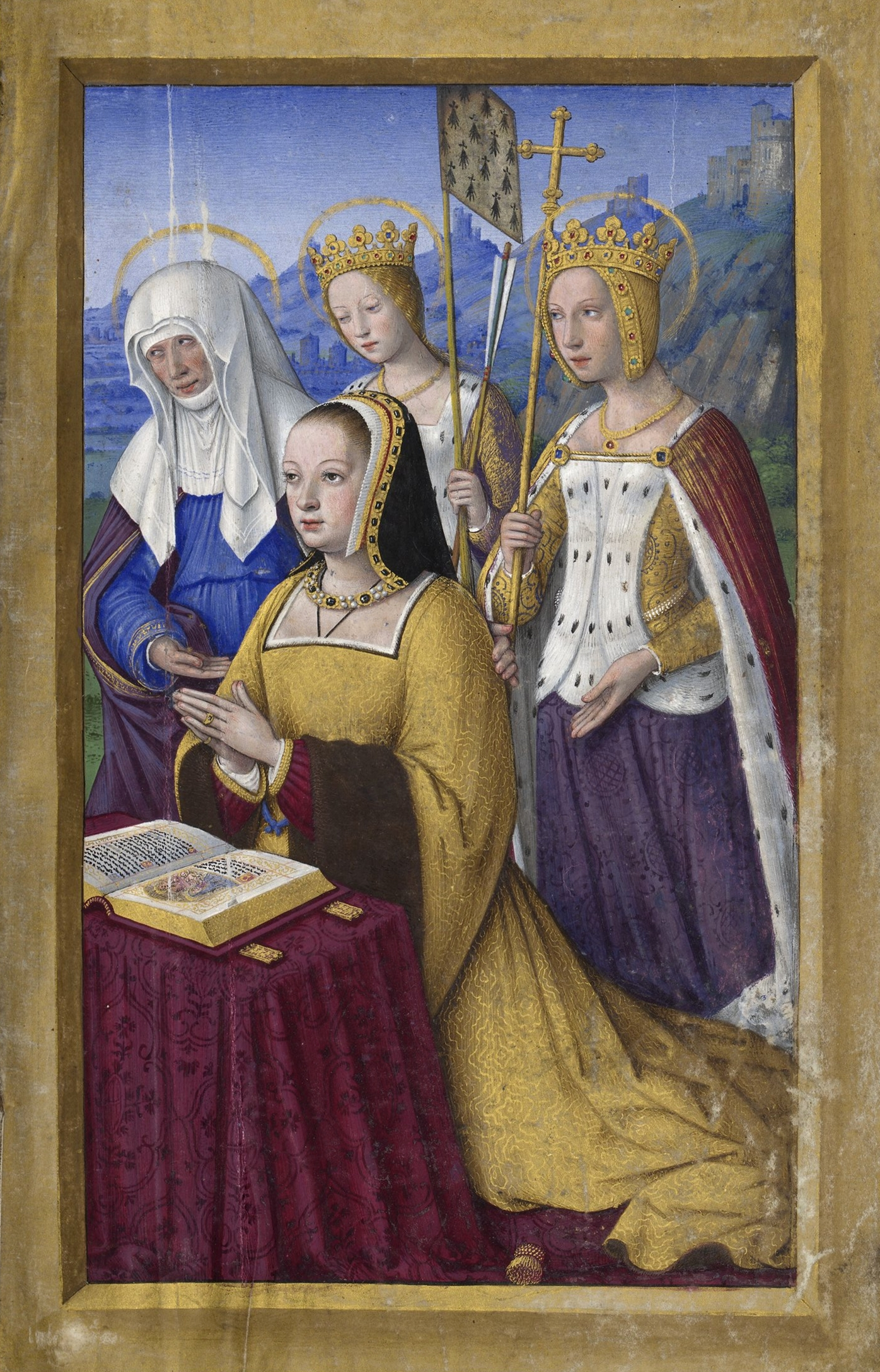
Anna van Bretagne met haar patroonheiligen, Anna, Ursula (met het wapen van Bretagne op een vlag) en Catherine. Folio 3r

Het Grote getijdenboek van Anna van Bretagne is een getijdenboek uit het eerste kwart van de 16e eeuw gemaakt in opdracht van Anna van Bretagne en verlucht door Jean Bourdichon.

## Beschrijving

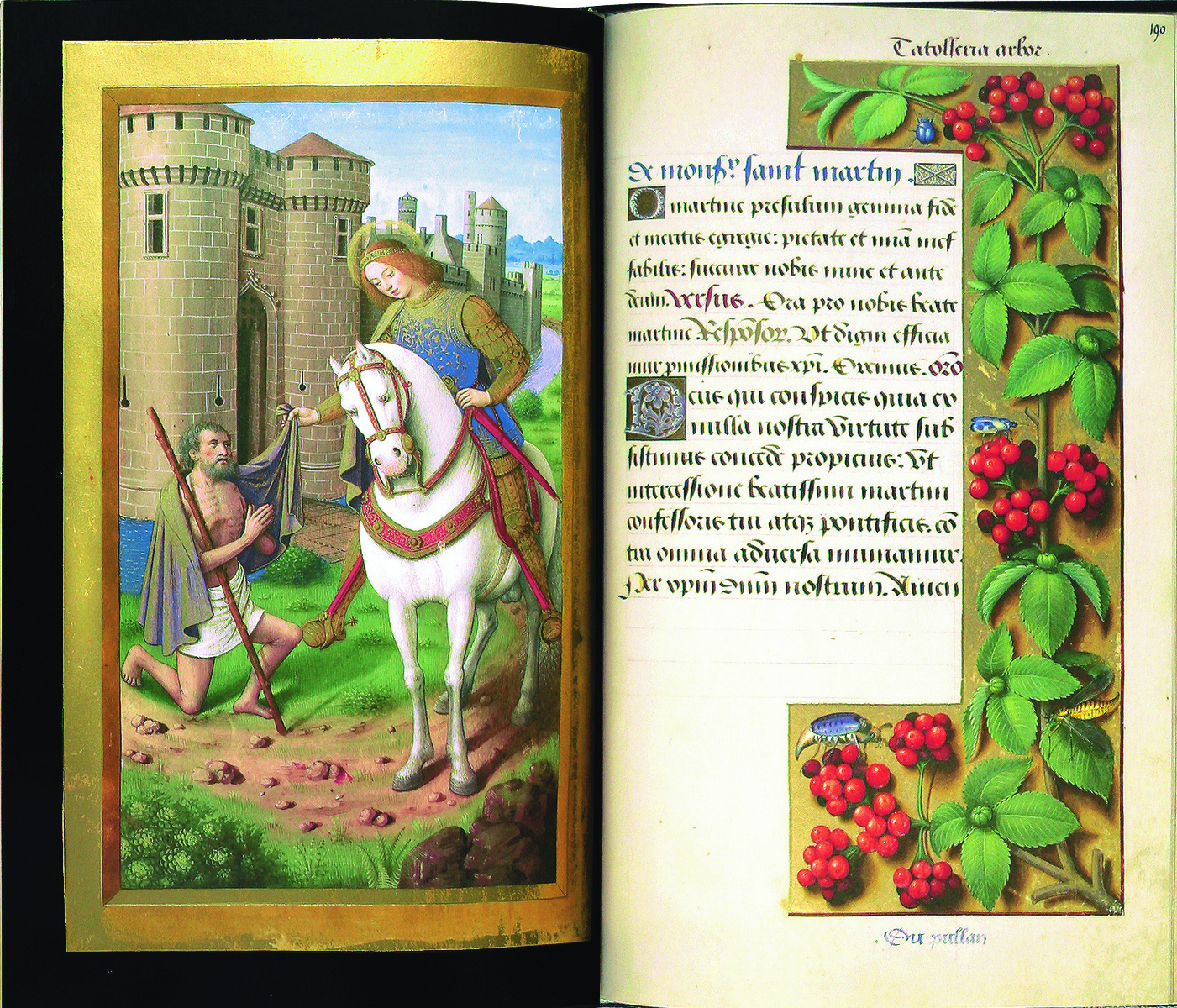
Sint Maarten, f.189v-190r

Het handschrift bestaat uit 238 folio’s van fijn perkament. De afmetingen zijn 305 × 205 mm en het bevat 49 volbaldminiaturen en 337 margeversieringen, het is geschreven in het Latijn met Franse rubriceringen. Het handschrift is opgesteld volgens het gebruik van Rome en het werd gemaakt in Tours.

### Geschiedenis
Anne gaf opdracht aan Jean of Jehan Bourdichon voor de vervaardiging van het handschrift in 1503 en het was afgewerkt in 1508 zoals we weten uit een brief van Anna van 14 maart 1508. Bourdichon ontving hiervoor 1050 pond Tournois (pond van Tours) en werd uitbetaald met zeshonderd gouden écu's.
We weten dat het boek na de dood van Anne terechtkwam bij Lodewijk XIV van Frankrijk die het liet overbrengen naar zijn “Cabinet de curiosités” (kunst- en rariteitenkabinet) in het paleis van Versailles. Napoleon III liet het op zijn beurt tentoonstellen in het “Musée des Souverains du Louvre” tussen 1852 en 1872. Vandaag wordt het bewaard in de Bibliothèque nationale in Parijs, als ms. lat. 9474.

### Inhoud
Dit getijdenboek onderscheidt zich qua samenstelling tamelijk grondig van het “gemiddelde” getijdenboek in zoverre we daarvan kunnen spreken. De meeste getijdenboeken hebben naast een kalender en de getijden van Onze Lieve Vrouw, een aantal andere getijden zoals de getijden van het Heilig Kruis en de getijden van de Heilige Geest. Over het algemeen vindt men in het boek na de kalender en de uittreksels uit de vier evangelies eerst de volledige Mariagetijden met de acht gebedsstonden. Vervolgens komen bijvoorbeeld de getijden van het Heilig kruis met zijn acht gebedsstonden en daarna de getijden van de Heilige geest weerom met zijn acht gebedsstonden. Daarna volgen de boetepsalmen en de litanie en vervolgens het officie van de doden.

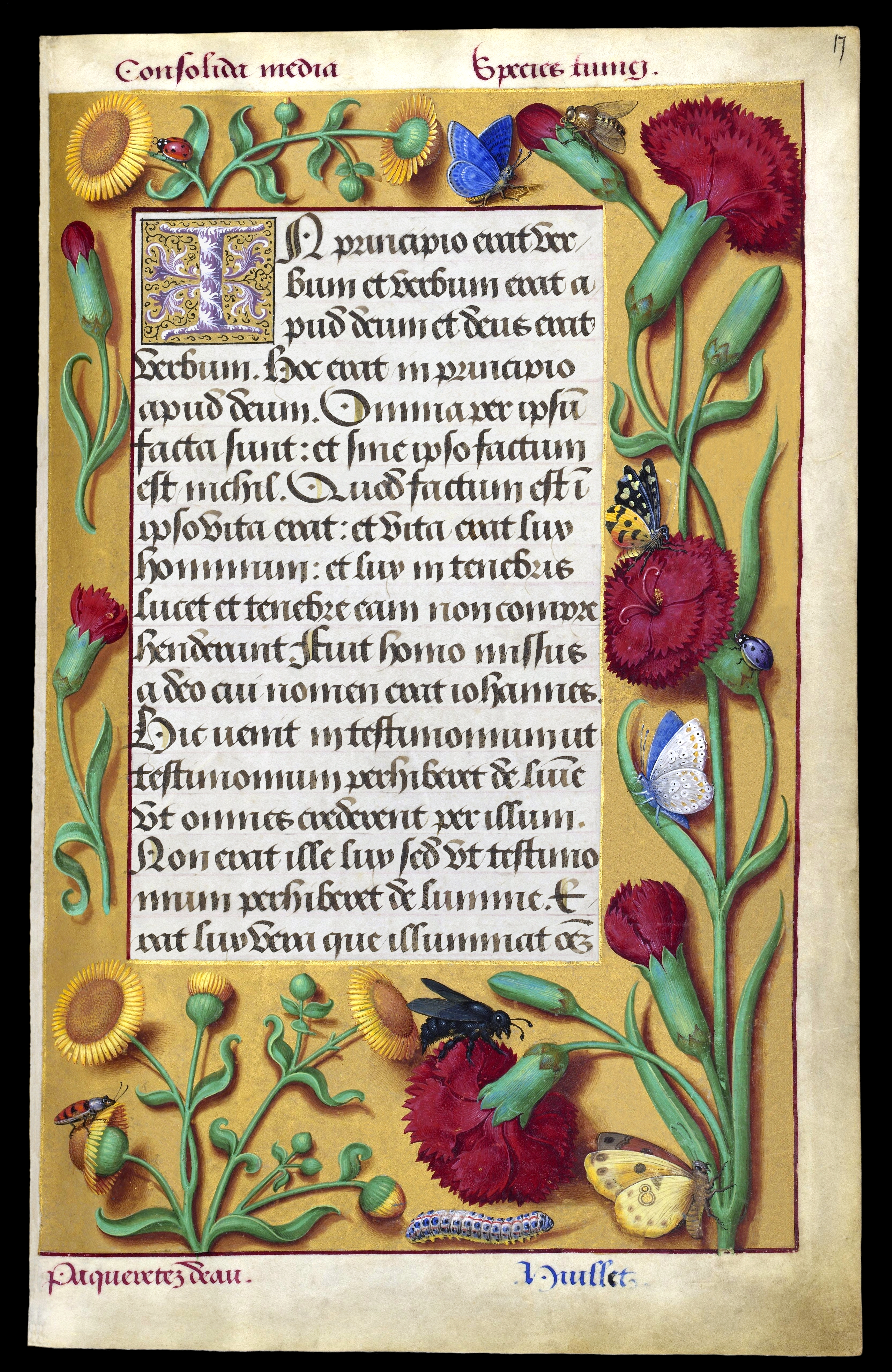
Openingsverzen van het Evangelie van Johannes, f. 17r

De ‘Grote getijden van Anna van Bretagne’ zijn compleet anders georganiseerd. Het bevat na de kalender en de uittreksels uit de evangelies de basisgetijden (Mariagetijden, Kleine getijden van het Heilig Kruis en de Kleine getijden van de Heilige Geest), maar die zijn gerangschikt volgens de gebedsstonden. De getijden beginnen met de metten en de lauden eerst van de Heilige Maagd, vervolgens van het Heilig Kruis en ten slotte van de Heilige Geest. Daarna volgen, na een inleidende miniatuur, de priem van de Mariagetijden, de Kruisgetijden en de Heilig Geest getijden. Vervolgens komt de sext voor de drie basisgetijden en zo gaat het verder tot de vespers. De completen van de drie getijden worden niet ingeleid door een volbladminiatuur, maar de tekst heeft wel een volledige margeversiering rondom de tekst (dit in tegenstelling met de andere tekst pagina’s).
Na deze getijden volgen zoals in de klassieke getijdenboeken de zeven boetepsalmen en de litanie en vervolgens het dodenofficie. Het officie voor de doden wordt gevolgd door de suffragia, de gebeden tot de heiligen. Deze sectie is in het getijdenboek van Anna van Bretagne het meest geïllustreerde deel. Ze telt 28 volbladminiaturen die telkens de heilige of heiligen die aangeroepen worden voorstellen. De eigenlijke getijden moeten het stellen met slechts negen volbladminiaturen.
Het getijdenboek wordt afgesloten met enkele losse gebeden en de passie van Christus uit het evangelie van Johannes. Opmerkelijk is trouwens ook dat de gebeden tot de H. Maagd, “Obsecro te” en “O intemerata”, die normaal voorafgaan aan de Mariagetijden, hier achteraan in het boek te vinden zijn.

## De verluchting

### De margeversiering

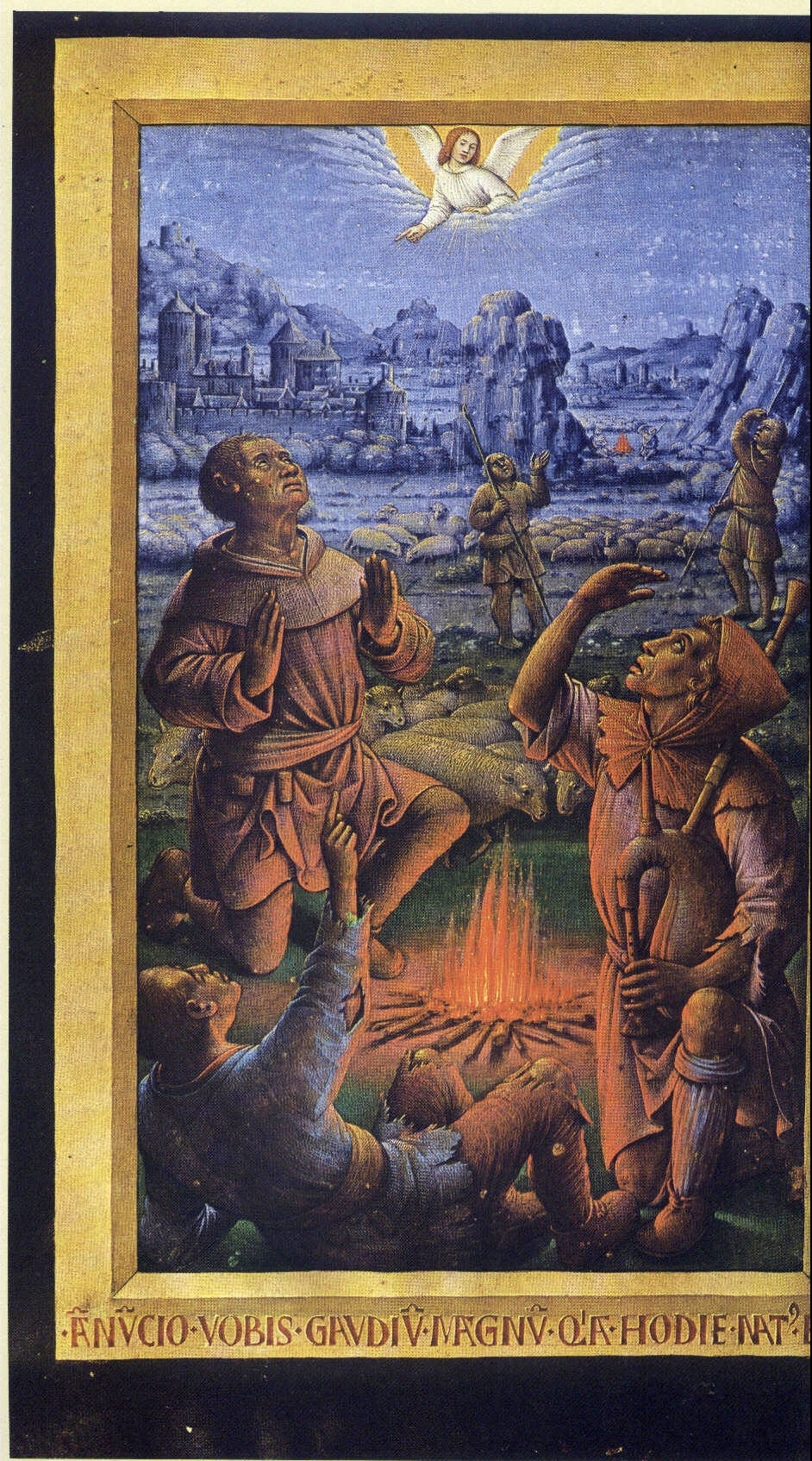
Aankondiging aan de herders, f. 58v

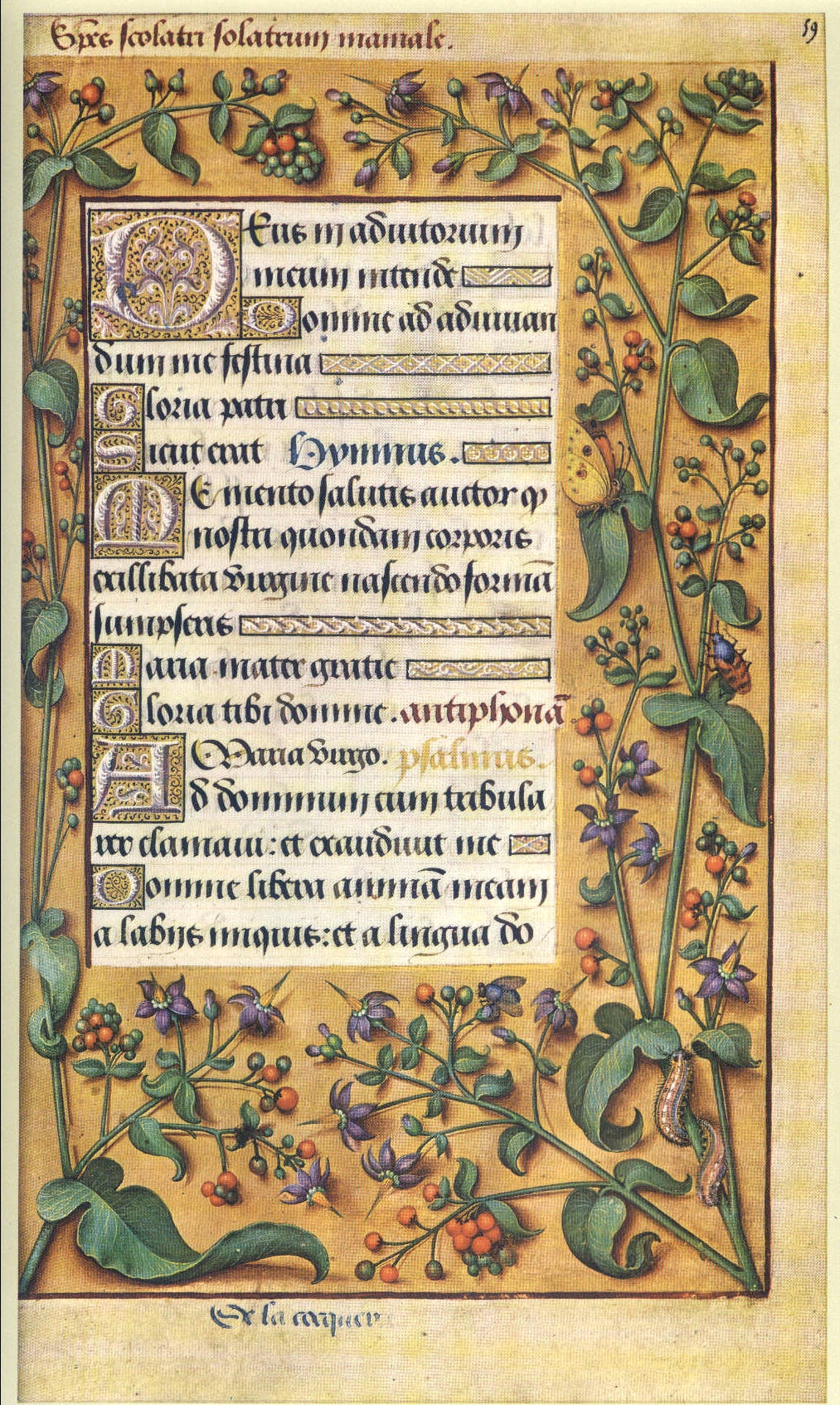
Margeversiering tegenover de herders, f. 59, met Solanum dulcamara

Het getijdenboek van Anna van Bretagne bevat een bijzondere vorm van margeversiering. We vinden in de marges namelijk meer dan 330 natuurgetrouwe tekeningen van planten uit die tijd op een achtergrond van bladgoud. Elke plant is bovenaan de pagina benoemd met zijn Latijnse naam en onderaan met zijn gebruikelijke Franse naam. Op de planten zijn de gebruikelijke insecten, vlinders, slakken etc. toegevoegd.
In 1894 schreef Jules Camus (Giulio Camus), een Frans botanicus en entomoloog professor aan de universiteit van Turijn, het werk "Les Noms des plantes du livre d'heures d'Anne de Bretagne".

### Het verluchtingsprogramma
Het handschrift begint op f2v (folium 2 verso) met een volbladminiatuur met een kruisafneming en op f3r Anna van Bretagne in gebed met achter haar de Heilige Anna, haar patrones en tevens de patrones van Bretagne, de Heilige Margaretha en de Heilige Ursula.

#### De kalender

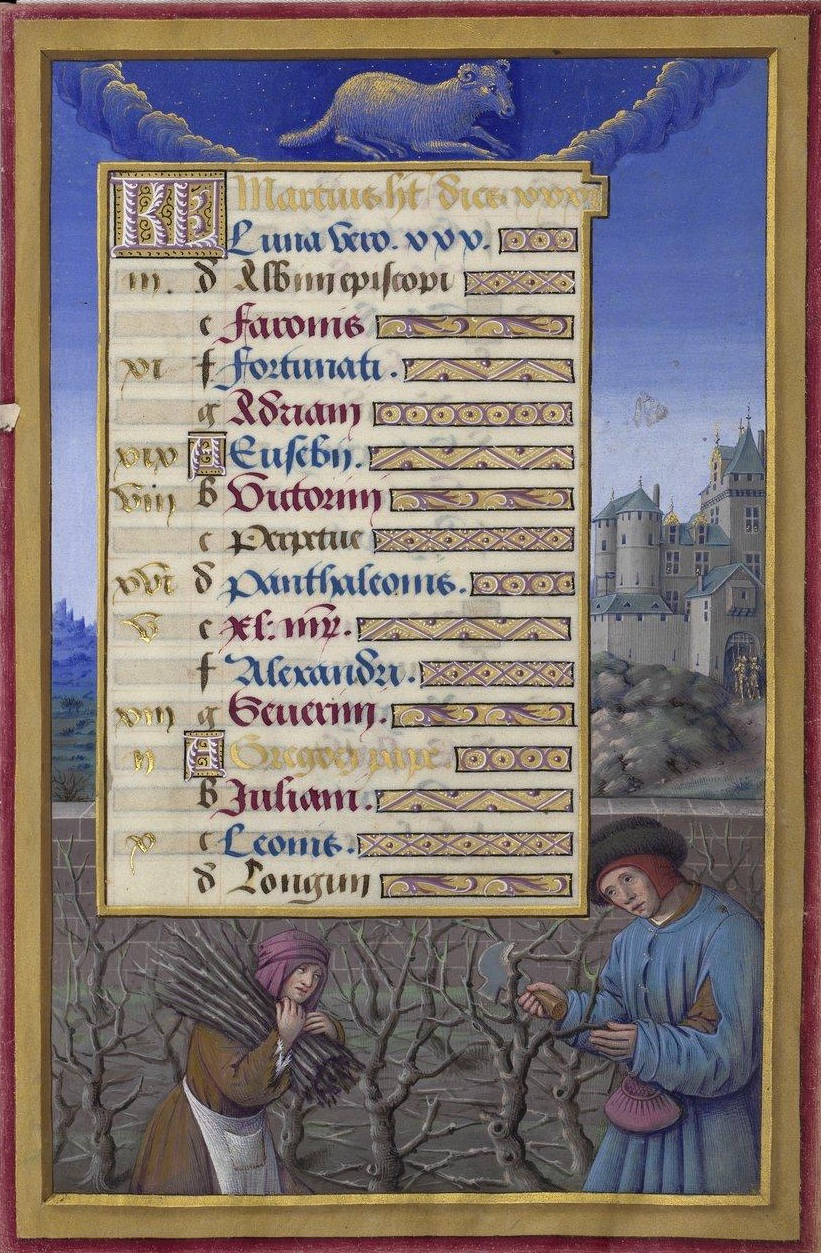
Kalender maart, f. 6r

Elke maand beslaat twee bladzijden. Op de recto zijde is een volbladminiatuur met de werken van de maand aangebracht, waar het tekstblok als het ware is overgeplaatst. Bovenaan de miniatuur is het dierenriem teken van de maand aangebracht. De kalender is van het Franse type, alle dagen zijn ingevuld, en heeft drie kolommen namelijk het gulden getal of numerus aureus, de zondagsletter (Lat. Littera Dominicalis) en het feest of de heilige die op de betrokken dag gevierd wordt. In de titel van de eerste bladzijde vinden we de naam van de maand en het aantal dagen. De verso bladzijde bevat enkel het tekstblok en een margeblok. De kalender gaat van f4r tot f15v.

#### De evangelies
De evangelies worden ingeleid met een miniatuur van de betrokken evangelist.
- f16v Johannes
- f19v Lucas
- f21v Mattheus
- f24v Marcus

#### De getijden
De getijden van de heilige maagd zijn verlucht in de traditie van het Franse verluchtingsprogramma namelijk:
- f26v Metten: Annunciatie
- f36v Lauden: Visitatie
- f51v Priem: De geboorte van Christus
- f58v Terts: Aankondiging aan de herders
- f64v Sext: Aanbidding der wijzen
- f70v None: Opdracht in de tempel
- f75v Vespers: Vlucht naar Egypte
- f85r Completen: Enkel margeversiering rondom het tekstblok

Zoals eerder beschreven worden de korte kruistgetijden en de getijden van de Heilige Geest tussengevoegd in de Mariagetijden. De metten van de kruisgetijden en de getijden van de H. Geest worden eveneens ingeleid door een volbladminiatuur.
- f47v Metten van de kruisgetijden: Kruisiging
- f49v Metten van de H. Geestgetijden: Het Pinkstergebeuren

#### De suffragia
De suffragia (gebeden tot de heiligen) beslaan de ff. 155 – 210. Elke heilige die aangeroepen wordt is voorgesteld op een volbladminiatuur

#### Overige onderdelen
- f91v: Boetedoende David bij het begin van de Boetepsalmen
- f111v: Verrijzenis van Lazarus bij het begin van de vesper van het dodenofficie
- f119v: Job en zijn vrienden bij het begin van de metten van het dodenofficie
- f211v: De doornenkroon
- f215v: De Moeder Gods
- f218v: Onze Lieve Vrouw van mededogen bij het gebed “Obsecro Te”
- f222v: De Heilige Familie, bij het gebed “O Intemerata”
- f227v: De Judaskus bij het begin van de passie van Onze Heer volgens Johannes.